# Test Drive Unlimited
Test Drive Unlimited is een racegame uit de Test Drive-reeks. Het is ontwikkeld door Eden-Games, bekend van de V-Rally serie en Need for Speed 5: Porsche 2000/Porsche Unleashed. Informatie zoals screenshots, video's en spelinformatie werden beetje bij beetje uitgebracht op de website, waar een speciale kaart van het eiland te vinden was. Door op een kaartsectie te klikken kreeg men alle showrooms in dat gebied te zien, met de auto's die daar verkocht werden.
Een van de belangrijkste troeven van Test Drive Unlimited is een speciaal multiplayer systeem, uitgebracht door Atari, de ontwikkelaar van Test Drive Unlimited. Het gaat hier over MOOR: Massively Open Online Racing. Dit principe houdt in dat vele spelers tegelijk op het eiland rondrijden en elkaar kunnen uitdagen om een wedstrijd te racen, of met elkaar meetings kunnen organiseren en kunnen rondrijden.

## Locatie en gameplay
Het spel speelt zich af op het eiland Oahu, dat zeer nauwkeurig is nagemaakt met behulp van satellietfoto's. De oppervlakte bedraagt meer dan duizend vierkante kilometer met ±1600 km berijdbare weg. Het gaat hier om geasfalteerde wegen, variërend van tweebaanswegen in de bergen met vele haarspeldbochten, tot aan kaarsrechte acht- tot twaalfbaanssnelwegen. Het landschap varieert van grote vlaktes tot aan bergketens, en er zijn verscheidene kleine dorpjes en een grote stad aanwezig.
De wegen spelen een grote rol in het spel. De speler moet alle wegen hebben bereden om zo de makelaars, clubs, shops, tuners, spuiters en showrooms te vinden. Ook de races en uitdagingen kunnen alleen zo ontdekt worden. Niet ontdekte wegen of weg-segmenten verschijnen grijs op de gps-links onder in beeld (of in de auto, mits deze is uitgerust met navigatie). Als een weg ontdekt wordt, wordt een segment van deze weg een lichtblauwe lijn op de gps. Als alle wegen ontdekt zijn, krijgt de speler als bonus een speciaal huis, met de grootste garage in het spel. Deze staat de opslag toe van maar liefst vijftien auto's. Ook voor het rijden van bepaalde afstanden krijgt men punten toegekend, waarmee uiteindelijk de rang verhoogd wordt. Dit is nodig om onder andere het circuit bij het zuidelijke vliegveld vrij te maken.
Via de Map-modus kan de speler teleporteren naar een locatie, of direct een gebouw binnengaan of een race starten. Dit kan echter alleen als de weg waar deze zich op bevindt vrijgespeeld is. In de Map-modus kan ook een bestemming worden geplaatst, die vervolgens een groene route toont op het gps-scherm. Ook bestemmingen kunnen niet op onontdekte wegen worden geplaatst.
Test Drive Unlimited kent verschillende races en uitdagingen. Er zijn traditionele races met meerdere tegenstanders, zowel met meerdere rondes als van A naar B, er zijn tijdritten, en uitdagingen. De races variëren enorm in tijdsduur en afstand. Aan het begin van het spel duurt een race van meerdere ronden van misschien 1,5 km misschien een kwartier, terwijl er ook races zijn die één ronde om het hele eiland maken. Deze races duren zelfs met de snelste auto's (ruim 400 km/h) meer dan een uur. Tot de uitdagingen behoren het geven van een lift aan mensen (tijdgebonden, het bezorgen van pakketten (tijdgebonden) en het wegbrengen van een auto. Bij het geven van een lift en het wegbrengen van een auto mag de speler geen auto's raken of van de weg raken, anders volgt een boete.
De speler wordt tijdens het racen gehinderd door verkeer en politie. Als men online speelt, en een missie of race start, lijkt het of er offline gespeeld wordt. Andere, echte spelers komen niet in beeld, en de politie is aanwezig (niet tijdens online Free Roam). Als men een verkeersdeelnemer raakt, wordt de politie gewaarschuwd. Deze kent drie agressieniveaus, met per niveau meer auto's in achtervolging en grotere wegversperringen. Men moet bij aanhouding een boete betalen, of bij geldtekort een halve minuut in de gevangenis doorbrengen.

## Auto's en motoren
Zonder uitbreidingen meegeteld was er al een aanzienlijke hoeveelheid aan auto's en motoren beschikbaar. Deze moesten in showrooms gekocht worden. De meeste grote merken beschikten over een eigen showroom, maar andere showrooms bevatte meerdere merken. Hiertoe behoren onder andere een showroom met McLarens, Lotussen en een Caterham, en de showrooms voor klassieke auto's, zoals US Muscle en European Classics.
Bij de aanschaf van een auto kon, afhankelijk van het model, worden gekozen uit meerdere velgen, lakken en interieurkleuren. De speler kon in de showrooms (en de garages van de huizen) de ramen en deuren openen, de claxon gebruiken en de motor starten. Bij showrooms kon tevens een testrit gemaakt worden, waarbij een verkoopster meereed als passagier. De meeste auto's (met uitzondering van bonuswagens) konden na aanschaf opnieuw gespoten worden in spuitgarages, of opgevoerd worden. Sommige auto's konden opgevoerd worden tot een ander merk, zoals de Mustang GT die naar een Saleen S281 kon worden omgebouwd. De meeste voertuigen kenden drie niveaus van opvoeren. Ook motoren konden worden opgevoerd.
Enkele auto's konden gratis bij showrooms worden afgehaald na het bereiken van een bepaald succes, zoals het voltooien van alle tijdritten. Deze auto's konden maar één keer worden opgehaald. Mocht de speler de wagen via de Trade-functie verkopen, dan was dit ook de enige manier om weer aan zo'n auto te komen. Sommige merken hebben meer dan één showroom, zoals Ferrari en Maserati. Het verschil ligt dan meestal in rond de drie modellen die bij de ene showroom wel verkrijgbaar zijn, en bij de ander niet.
Auto's hoefden niet per se gekocht te worden. Er waren ook huurbedrijven aanwezig waar tegen een bepaald tarief een aantal minuten een auto geleend kon worden.
De meeste auto's konden direct worden gekocht zodra de speler genoeg geld had en de showroom had gevonden. Als de speler de auto had samengesteld werd om een koopbevestiging gevraagd. Vervolgens zag men een filmpje waarbij de sleutels overhandigd worden, en het personage in de auto zat voor de showroom. Bij de klassiekers lag dit anders: sommige exemplaren waren direct leverbaar, terwijl anderen gereserveerd werden. Zodra de auto in de showroom was, wat soms enkele dagen kon duren, kreeg de speler een bericht. In tegenstelling tot een game als Need for Speed: Shift, kon de speler in Test Drive Unlimited oneindig veel auto's van hetzelfde model kopen, zolang de speler over genoeg geld en stallingsruimte beschikte. Als het laatste niet zo was, werd gevraagd een auto te verkopen.
Er was ook verkeer aanwezig, variërend van kleine auto's tot brandweerauto's en schoolbussen. Verkeersauto's waren geen echtbestaande auto's, hadden veel minder detail en geen interieurs. De verkeersvoertuigen kenden echter wel schade, zowel deformerend als met onderdelen die van het voertuig af konden vallen, meestal beperkt tot accessoires en bumpers, en gebogen assen. Ook konden verkeersvoertuigen gebruikmaken van knipperlichtend en het schakelen tussen grootlicht en dimlicht. De speler kon met zijn auto's enkel licht aan of uit doen.
Hieronder staat de lijst met alle auto's die de speler tot beschikking had.
| AC - 289 Alfa Romeo - 8C Competizione* - Brera (D) - GT 3.2 V6 24v Ascari - KZ1 Aston Martin - DB4 GT Zagato - DB7 Zagato - DB9 Coupé - DB9 Volante - V8 Vantage - V12 Vanquish S Audi - A3 3.2 Quattro DSG - A4 DTM (360) - A6 4.2 Quattro - RS4 Quattro (D) - S4 Cabriolet - S6 (D) - TT Quattro Sport Coupé B-Engineering - Edonis (D) Cadillac - Cien*** (D) - CTS-V (D) - Sixteen (360) - XLR-V Caterham - CSR260 Chevrolet - Camaro Z-28 - Corvette C1 (D) - Corvette C6 Coupé - Corvette C6 Convertible (D) - Corvette Z06 - Corvette Stingray (D) - Corvette Stingray Convertible (D) - SSR Chrysler - 300C SRT-8 - Crossfire SRT6 Coupé - Crossfire SRT6 Roadster - Firepower Concept** - ME 4-12** Dodge - Challenger R/T (D) - Charger Super Bee (D) - Viper SRT10 Coupé (D) - Viper SRT10 Roadster Ducati - 999R - Monster S4R - Supersport 1000DS Farboud - Supercharged GTS Prototype Ferrari - 250 GTO (D) - 288 GTO - 308 GTS Quattrovalvole (D) - 512 TR (D) - 575M - 612 Scaglietti (D) - Challenge Stradale (D) - Dino 246 GT (D) - Dino 246 GTS (360) - Enzo - F40*** (DLC) - F430 Coupé - F430 Spider | Ford - GT - Mustang GT-R Concept*** - Mustang GT Coupé (opvoerbaar naar Saleen) - Mustang GT Convertible (opvoerbaar naar Saleen) Holden - Efijy*** (D) Jaguar - E-Type Coupé - XJ220 - XK Convertible - XK Coupé - XKR Kawasaki - Ninja ZX-10R - Ninja ZX-12R - Z1000 Koenigsegg - CC8S - CCR Lamborghini - Countach 25th Anniversary - Diablo GT (D-360) - Gallardo Coupé (D) - Gallardo SE - Gallardo Spyder - Miura P400 SV - Murciélago Coupé - Murciélago Roadster (D) Lexus (D) - GS450h - IS350 - LS460 L - LS600h L - SC430 Lotus - Elise R - Esprit V8 - Sport Exige 240R Maserati - 3500GT - Gransport - MC12* - Spyder 90th Anniversary - Spyder Cambiocorsa McLaren - F1 - F1 GT* (DLC) - F1 GTR - F1 LM* (DLC) Mercedes-Benz - 300SL Gullwing - CLK55 AMG - CLK-DTM AMG Coupé*** - CLK-GTR AMG Coupé (D) - CLS55 AMG - SL65 AMG - SLK55 AMG - SLR McLaren Coupé MV Agusta - F4 Brutale 910S - F4 Tamburini Nissan - 350Z RConvertible (D-360) - 350Z Coupé (opvoerbaar naar Nismo) - 350Z Nismo S-Tune - R34 Skyline GTR (D) Noble - M12 GTO-3R - M14 - M400 (D) | Pagani - Zonda C12S Coupé - Zonda Roadster (D) Pontiac - Firebird - GTO - Solstice (D-360) RUF (D) - RGT - RK Spyder - RT12 - Rturbo Saleen - S7 Twin Turbo Saturn - Curve** (D) - Sky Shelby - Cobra Concept*** - Cobra Daytona Coupé* - GR1 Concept** - GT500 Spyker - C8 Laviolette - C8 Spyder (D) - C8 Spyder T (D) Triumph - Daytona 995i (D-360) - Speed Triple TVR - Sagaris - T440R (D) - Tuscan S Volkswagen - Golf V R32 - W12 Coupé - W12 Roadster Wiesmann - MF3 Roadster |

*: kan niet herspoten worden.

**: niet op te voeren.

***: zowel niet op te voeren als te herspuiten.

(D): Alleen in downloadpack voor PC en Xbox-360.

(D-360): Alleen in downloadpack voor Xbox-360.

## Patches en uitbreidingen
Voor zowel de pc-versie als de Xbox-versie zijn na de release patches en uitbreidingen verschenen. De Xbox-versie was het eerste aan de beurt. Naast patches met verbeteringen werden in totaal zes carpacks uitgebracht met elk zes nieuwe auto's. Onder deze auto's bevonden zich legendes als de Lamborghini Diablo, de Mercedes CLK-GTR en de Ferrari F40, en ook enkele nieuwe motoren. Voor deze packs moest men betalen, er waren echter ook zes gratis auto's los te downloaden.
Voor de pc-versie duurde het veel langer. Een geruime tijd na de release bracht Atari een gratis patch uit die niet alleen enkele verbeteringen bevatte, maar ook de Nissan Skyline en de Audi RS4 toevoegde. Daarna bleef het geruime tijd stil, waardoor de pc-spelers van TDU zich in de steek gelaten voelden, met name omdat de Xbox nog steeds carpacks bleef ontvangen.
Uiteindelijk werd na meer dan een jaar na release een uitbreiding uitgebracht. Dit Megapack kostte ongeveer 15 euro en werd alleen digitaal geleverd. Het bevatte meer dan veertig nieuwe auto's en ook enkele nieuwe motoren. Onder de auto's bevonden zich tevens vier auto's die op de Xboxversie alleen met exclusieve codes te krijgen waren. Deze codes werden verkregen door het spel voor de release te bestellen. Opvallend is wel dat er geen auto's uit het laatste pack in zitten, waaronder de Cadillac Sixteen en de Lamborghini Diablo.
Sinds 2008 is het ook mogelijk om zelf voertuigen te maken voor Test Drive Unlimited. Inmiddels zijn er al vele nieuwe voertuigen en programmaatjes gemaakt om het spel aan te passen. Het is echter niet mogelijk om de nieuwe auto's daadwerkelijk toe te voegen aan het spel, aangezien voor elke nieuwe auto een bestaande auto moet worden opgeofferd. Het is niet mogelijk om een auto toe te voegen zodat het auto-aantal in het spel wordt verhoogd.

## Trivia
- Het spel is opgenomen in het boek 1001 Video Games You Must Play Before You Die van Tony Mott.

## Vervolg
Via uitgebrachte rapporten van de uitgever is inmiddels bekend dat er een opvolger zal komen voor Test Drive Unlimited. Op een online cv van een van de artists is de naam Test Drive: High Life te zien, deze blijkt inmiddels de interne codenaam te zijn, en is dus niet per definitie de uiteindelijke handelsnaam.
Via de vele artwork en screenshots wordt inmiddels druk gespeculeerd over de opzet van High Life. De speler zou terug naar de top moeten komen nadat een bankroet volgde na Test Drive Unlimited, en het geheel zou plaatsvinden op zowel een verbeterde versie van Oahu als op een fictief tweede eiland, voorlopig bekend als Treasure Island. Er zouden nieuwe racetypes en meer auto's, waaronder SUV's, worden toegevoegd ten opzichte van TDU. Auto's zouden bovendien meer werkende functies krijgen als een tank-mogelijkheid, ruitenwissers en cabrioletdaken.
Zowel Atari als Eden Games hebben nog niets bevestigd of ontkend.